# František Hatina
František Hatina (1. ledna 1892 Strašice – 5. dubna 1971 Plzeň) byl český a československý novinář, politik Československé sociální demokracie a poválečný poslanec Prozatímního a Ústavodárného Národního shromáždění. Po únorovém převratu v roce 1948 pronásledován komunisty.

## Biografie
Původním povoláním byl slévač. Od roku 1907 se angažoval v Dělnické tělocvičné jednotě a v sociálně demokratické straně. Od roku 1915 byl redaktorem, později šéfredaktorem plzeňského sociálně demokratického listu Nová doba. Koncem 30. let za druhé republiky se jako redaktor Nové doby postavil na stranu Antonína Remeše proti dosavadnímu prvorepublikovému plzeňskému starostovi Luďkovi Pikovi.
Za protektorátu byl v letech 1939–1945 vězněn v koncentračním táboře Buchenwald. Po roce 1945 se znovu zapojil do politiky a působil jako odpovědný redaktor listu Nový den (nástupce předválečné Nové doby).
V letech 1945–1946 byl poslancem Prozatímního Národního shromáždění za ČSSD. Poslancem byl do parlamentních voleb v roce 1946. Po nich se stal poslancem Ústavodárného Národního shromáždění, opět za sociální demokraty. Zde zasedal až do voleb do Národního shromáždění roku 1948.
Patřil mezi přední politiky ČSSD na Plzeňsku. Po osvobození se vrátil do krajského vedení sociální demokracie. V jeho rámci představoval pravicové, protikomunisticky orientované křídlo. Po únorovém převratu v roce 1948 odmítal sloučení strany s Komunistickou stranou Československa. 23. března 1948 ho navrhl AV ČSSD na vyloučení ze strany.
Odešel pak z politiky. V roce 1954 byl zatčen a odsouzen v důsledku plzeňského povstání z předchozího roku na osm let. Propuštěn byl ze zdravotních důvodů v roce 1959. Roku 1968 byl rehabilitován.